# Súng trường tấn công T65
T65 (T65突擊步槍, T65 đột kích bộ thương?) là loại súng trường tấn công được phát triển bởi lực lượng hỗn hợp trong quân đội Trung Hoa dân quốc tại Đài Loan. Thiết kế cơ bản dựa trên khẩu Armalite AR-18 với bộ phận trích khí ngắn, mẫu thử nghiệm được công bố năm 1975 với hình dáng chịu ảnh hưởng nhiều của khẩu AR-15 từ điểm ruồi, báng súng cho đến tay cầm. Tên gọi 65 là do bản thiết kế nó được hoàn thành năm thứ 65 từ khi Trung Hoa dân quốc được hình thành.
Các mẫu cải tiến có tên là T65K2 và T65K3.

## Sử dụng
T65 đã được chọn làm vũ khí tiêu chuẩn cho quân đội và lực lượng lính thủy đánh bộ tại Đài Loan mẫu thành công nhất là T65K2 khi nó nhanh chóng chứng tỏ mình và vượt qua tất cả các mẫu súng khi đó trên chiến tuyến. Cho dù Đài Loan không thay thế T65 bằng T86 năm 1997 thì lực lượng cảnh sát quân đội tại cũng đã bắt đầu được nâng cấp với trang bị là khẩu T91 năm 2002.